# Supercopa Árabe
A Supercopa Árabe foi uma competição de futebol organizada pelos paises de origem árabe do Oriente Médio e do norte da África (UAFA). Era disputada pelos campeões e pelos vice-campeões da Copa dos Campeões Árabes e da Recopa Árabe.

## Campeões
| 1992 | Wydad Casablanca   | Al-Hilal            |
| 1993 | Não houve disputa. | Não houve disputa.  |
| 1994 | Não houve disputa. | Não houve disputa.  |
| 1995 | Al-Shabab          | Al-Hilal            |
| 1996 | Espérance de Tunis | Al-Riyadh           |
| 1997 | Al-Ahly            | Olympique Khouribga |
| 1998 | Al-Ahly            | Club Africain       |
| 1999 | MC Oran            | Al-Jaish            |
| 2000 | Al-Shabab          | Al-Faysali          |
| 2001 | Al-Hilal           | Al-Nassr            |

### Títulos Por Clube
| Clube               | Títulos         | Vices           |
| ------------------- | --------------- | --------------- |
| Al-Ahly             | 2 (1997 e 1998) | 0               |
| Al-Shabab           | 2 (1995 e 2000) | 0               |
| Al-Hilal            | 1 (2001)        | 2 (1992 e 1995) |
| Espérance de Tunis  | 1 (1996)        | 0               |
| MC Oran             | 1 (1999)        | 0               |
| Wydad Casablanca    | 1 (1992)        | 0               |
| Al-Faysali          | 0               | 1 (2000)        |
| Al-Jaish            | 0               | 1 (1999)        |
| Al-Riyadh           | 0               | 1 (1996)        |
| Al-Nassr            | 0               | 1 (2001)        |
| Club Africain       | 0               | 1 (1995)        |
| Olympique Khouribga | 0               | 1 (1998)        |

### Títulos Por País
| País           | Títulos | Vices |
| -------------- | ------- | ----- |
| Arábia Saudita | 3       | 4     |
| Egito          | 2       | 0     |
| Marrocos       | 1       | 1     |
| Tunísia        | 1       | 1     |
| Argélia        | 1       | 0     |
| Síria          | 0       | 1     |
| Jordânia       | 0       | 1     |

### Títulos por Continente/Federação
| Continente/Federação | Títulos | Vices |
| -------------------- | ------- | ----- |
| África/CAF           | 5       | 2     |
| Ásia/AFC             | 3       | 6     |